# Disa vigilans
Disa vigilans là một loài thực vật có hoa trong họ Lan. Loài này được McMurtry & T.J.Edwards mô tả khoa học đầu tiên năm 2006.